# 별 (도형)

오각별

육각별

별은 평면 도형 중 하나이다.

## 오각별
오각별은 뾰족한 꼭짓점이 5개인 도형이다. 

### 오각별이 들어간 국기들
중국,  베트남,  우즈베키스탄,  튀르키예,  시리아,  미국,  쿠바,  칠레,  그레나다,  브라질,  필리핀,  뉴질랜드,  미얀마,  조선민주주의인민공화국,   싱가포르,  리비아  등의 국기에서 볼 수 있다. 

### 군대에서
군대에서 오각별은 장군을 의미하며, 별 하나는 준장, 별 두 개는 소장, 별 세 개는 중장, 별 네 개는 대장, 별 다섯 개는 원수이다.

## 육각별
육각별은 다윗의 별, 육망성으로 불리기도 하며 뾰족한 꼭짓점이 6개인 도형이다.  이스라엘의 국기에는 이 도형을 이용한다.

## 팔각별
팔각별은 뾰족한 꼭짓점이 8개인 도형이다.  아제르바이잔의 국기에서 이 도형을 볼 수 있다. 지방자치 실시 이전의 서울 특별시 휘장은 팔각별 안에 원이 들어간 문양이었다.

## 같이 보기
- 별표